# Opuntia echios
Espèce
Statut de conservation UICN

 VU ? : Vulnérable
Opuntia echios est une espèce de plantes de la famille des Cactaceae. Ce cactus est  endémique aux Îles Galápagos.

## Variétés
Il existe cinq variétés d’Opuntia echios, chacune ayant un aspect et une aire de répartition propres :

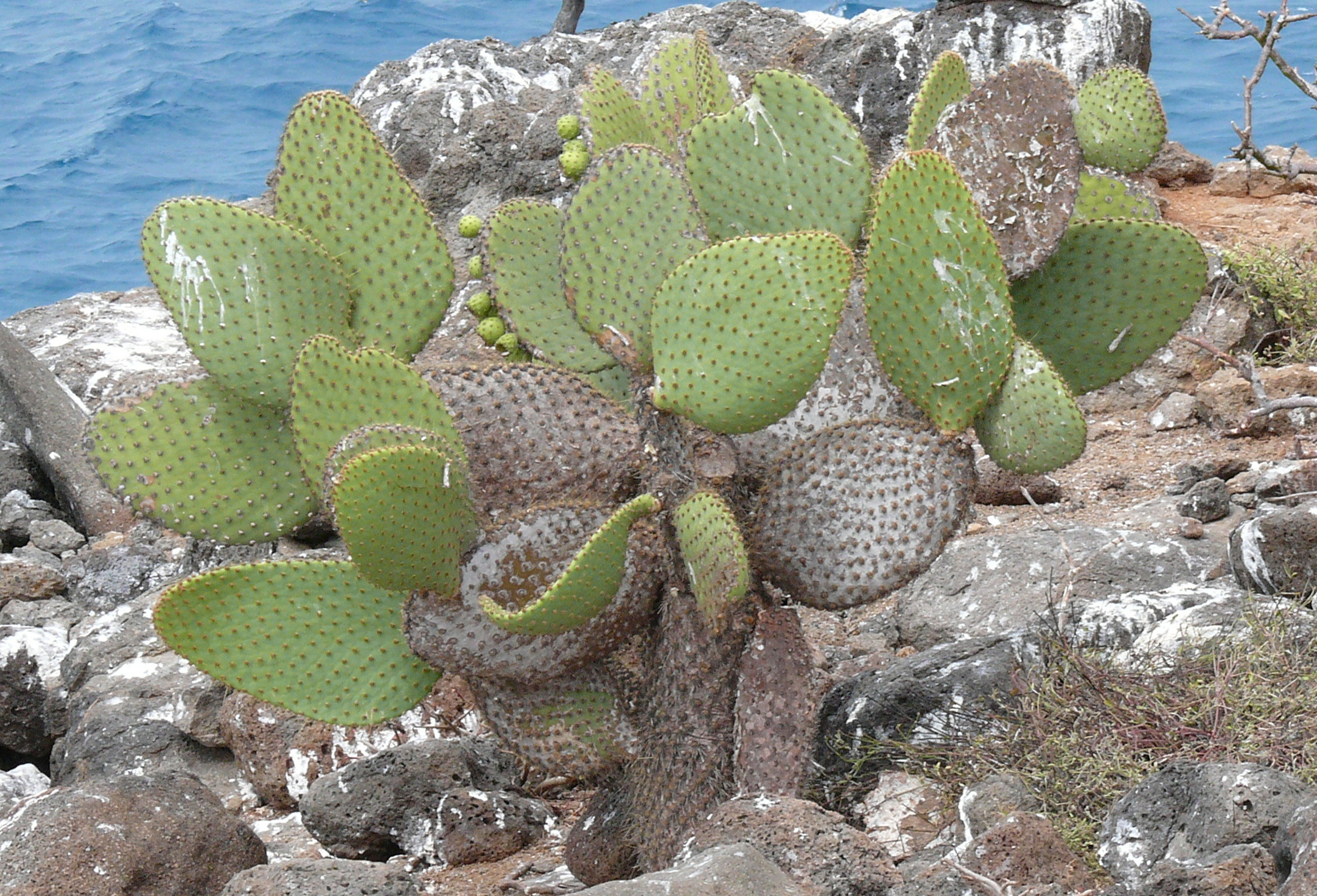
Opuntia echios var. zacana est une variété de petite taille.

| Variété                             | Aire de répartition                            |
| ----------------------------------- | ---------------------------------------------- |
| Opuntia echios var. echios          | îles Santa Cruz, Baltra, Daphne et Plaza Sud   |
| Opuntia echios var. barringtonensis | île Santa Fé                                   |
| Opuntia echios var. gigantea        | près d'Academy Bay sur l'île de Santa Cruz     |
| Opuntia echios var. inermis         | dans la Sierra Negra Volcano sur l'île Isabela |
| Opuntia echios var. zacana          | île Seymour Nord.                              |